# Songs of Anarchy: Music from Sons of Anarchy Seasons 1–4
Albums de Divers artistes
Sons of Anarchy: The King is Gone
(2010) Sons of Anarchy: Songs of Anarchy Vol. 2
(2012)
Songs of Anarchy: Music from Sons of Anarchy Seasons 1–4 est la bande originale de la série télévisée Sons of Anarchy. L'album, sorti le 29 novembre 2011, est édité par Columbia Records,,.
L'album contient des chansons enregistrées pour la série, ainsi que certaines déjà publiées en EP : Sons of Anarchy: North Country (2009), Sons of Anarchy: Shelter (2009) et Sons of Anarchy: The King is Gone (2010).
Certaines chansons sont des reprises, comme What a Wonderful World, Forever Young, John the Revelator et This Life, nommée aux Emmy Awards et chantée par Curtis Stigers and the Forest Rangers.
On peut citer les chanteurs et musiciens Anvil, Franky Perez de Scars on Broadway, les Lions, Alison Mosshart (de The Kills et The Dead Weather) et l'actrice Katey Sagal, qui joue Gemma Teller Morrow dans la série,.

## Liste des pistes
| No  | Titre                                                     | Artiste                                                   | Durée |
| --- | --------------------------------------------------------- | --------------------------------------------------------- | ----- |
| 1.  | This Life                                                 | Curtis Stigers et the Forest Rangers                      | 2:20  |
| 2.  | Son of a Preacher Man                                     | Katey Sagal et the Forest Rangers                         | 3:12  |
| 3.  | Forever Young                                             | Audra Mae et the Forest Rangers                           | 3:12  |
| 4.  | John the Revelator                                        | Curtis Stigers et the Forest Rangers                      | 5:35  |
| 5.  | Fortunate Son                                             | Lyle Workman (en) et the Forest Rangers                   | 3:29  |
| 6.  | Slip Kid                                                  | Anvil et Franky Perez                                     | 3:49  |
| 7.  | Girl from the North Country                               | Lions                                                     | 4:11  |
| 8.  | Someday Never Comes                                       | Billy Valentine et the Forest Rangers                     | 4:04  |
| 9.  | Gimme Shelter                                             | Paul Brady et the Forest Rangers                          | 4:52  |
| 10. | Bird on the Wire                                          | Katey Sagal et the Forest Rangers                         | 5:02  |
| 11. | Hey Hey, My My                                            | Battleme                                                  | 2:49  |
| 12. | What a Wonderful World                                    | Alison Mosshart et the Forest Rangers                     | 2:31  |
| 13. | Los Tiempos Van Cambiando (The Times They Are a-Changin') | Franky Perez et Los Guardianes del Bosque                 | 4:58  |
| 14. | Strange Fruit                                             | Katey Sagal et the Forest Rangers (featuring Blake Mills) | 4:04  |
| 15. | The House of the Rising Sun                               | Battleme et the Forest Rangers (with Katey Sagal)         | 6:07  |
| 16. | The House of the Rising Sun                               | The White Buffalo (avec the Forest Rangers)               | 5:21  |

## Classements
| Classement 2011    | Position |
| ------------------ | -------- |
| US Billboard 200   | 130      |
| US Top Rock Albums | 18       |
| US Top Soundtracks | 12       |

| Classement 2012    | Position |
| ------------------ | -------- |
| US Top Soundtracks | 9        |

| Classement 2013    | Position |
| ------------------ | -------- |
| US Top Soundtracks | 9        |

| Classement 2014    | Position |
| ------------------ | -------- |
| US Top Soundtracks | 9        |

## Personnel
| Anvil - Steve Kudlow — Chanson, Guitare électrique - Glenn Gyorffy — Guitare basse - Robb Reiner — Batterie The Forest Rangers - Bob Thiele Jr. — guitare, Guitare acoustique, basse, piano, orgue, clavier, synthétiseur, Harmonie vocalique - Greg Leisz — guitare, banjo, guitare lap steel, mandoline - John Philip Shenale — orgue, piano, harpe Mexicaine - Lyle Workman (en) — vocal, guitare - Dave Kushner — guitare, basse - Davey Faragher — basse - Brian MacLeod — batterie, tambour Lions - Matt Drenik — vocal, guitare, piano - Austin Kalman — guitare, chœurs - Mike Sellman — basse, chœurs - Jake Perlman — batterie Autres musiciens - Katey Sagal — vocal, chœurs - Curtis Stigers — vocal - Audra Mae — vocal - Franky Perez — vocal - Paul Brady — vocal - Alison Mosshart — vocal - Billy Valentine — vocal, chœurs - Gia Ciambotti — chœurs - Arielle Smolin — chœurs - Owen Thiele — chœurs - Jackson White — chœurs - Sarah White — chœurs - Kim Yarborough — chœurs - Bob Glaub — basse - Pete Thomas — batterie - Zac Rae — orgue | Personnel de production - Bob Thiele Jr. — producteur, arrangeur - Kurt Sutter — producteur, arrangeur - Dave Kushner — producteur - Matt Hyde — producteur, ingénieur, mixeur - Matt Drenik — producteur, ingénieur, mixeur - Lions — producteur - Jason Buntz — ingénieur - Brian Scheuble — ingénieur, mixeur - Dave Way — ingénieur, mixeur - Ed Cherney — mixeur - Dave Warren — design |